# Домашний чемпионат Великобритании 1972/1973
Домашний чемпионат Великобритании 1972/73 (англ. 1972–73 British Home Championship), или Домашний международный чемпионат 1972/73 (англ. 1972–73 Home International Championship) — семьдесят восьмой розыгрыш Домашнего чемпионата, футбольного турнира с участием сборных четырёх стран Великобритании (Англии, Шотландии, Уэльса и Северной Ирландии). Победу в турнире одержала сборная Англии.
Из-за «Смуты» в Северной Ирландии домашние матчи национальной сборной этой страны, как и в прошлом сезоне, было решено не проводить в Белфасте. Вместо традиционного «Уинздор Парк» севроирландцы сыграли свои «домашние» матчи на стадионе «Гудисон Парк» в английском Ливерпуле, на который можно было попасть на пароме из Белфаста.
Этот розыгрыш турнира, как и четыре предыдущих, прошёл после завершения клубных сезонов в течение одной недели с 12 по 19 мая 1973 года. В первый игровой день в Рексеме Уэльс проиграл Шотландии со счётом 0:2, а в Ливерпуле Северная Ирландия (в качестве номинального «хозяина») уступила Англии со счётом 1:2. 15 мая Англия в Лондоне разгромила Уэльс со счётом 3:0, а на следующий день Шотландия в Глазго проиграла Северной Ирландии (1:2). 19 мая североирландцы обыграли валлийцев (1:0), а англичане — шотландцев (1:0). Англичане выиграли турнир, а североирландцы заняли в нём почётное второе место.

## Турнирная таблица
| Поз | Команда           | И | В | Н | П | МЗ | МП | РМ | О |
| --- | ----------------- | - | - | - | - | -- | -- | -- | - |
| 1   | Англия (Ч)        | 3 | 3 | 0 | 0 | 6  | 1  | +5 | 6 |
| 2   | Северная Ирландия | 3 | 2 | 0 | 1 | 4  | 3  | +1 | 4 |
| 3   | Шотландия         | 3 | 1 | 0 | 2 | 3  | 3  | 0  | 2 |
| 4   | Уэльс             | 3 | 0 | 0 | 3 | 0  | 6  | −6 | 0 |

## Результаты матчей
| Уэльс | 0:2     | Шотландия    |
| ----- | ------- | ------------ |
|       | (отчёт) | Грэм 60′ 70′ |

| Северная Ирландия   | 1:2     | Англия        |
| ------------------- | ------- | ------------- |
| Клементс 22′ (пен.) | (отчёт) | Чиверс 9′ 82′ |

| Англия                                 | 3:0     | Уэльс |
| -------------------------------------- | ------- | ----- |
| - Чиверс 24′ - Ченнон 32′ - Питерс 75′ | (отчёт) |       |

| Шотландия   | 1:2     | Северная Ирландия          |
| ----------- | ------- | -------------------------- |
| Далглиш 89′ | (отчёт) | - О’Нилл 3′ - Андерсон 16′ |

| Англия     | 1:0     | Шотландия |
| ---------- | ------- | --------- |
| Питерс 54′ | (отчёт) |           |

| Северная Ирландия | 1:0     | Уэльс |
| ----------------- | ------- | ----- |
| Хэмилтон 14′      | (отчёт) |       |

## Победитель
| Победитель Домашнего чемпионата 1972/73 |
| Англия Сорок восьмой титул              |

## Состав победителей
Сборная Англии
Главный тренер:  Альф Рамсей
| Поз. | Игрок          | Дата рождения    | Игры | Голы | Минуты | ИРЛ | УЭЛ | ШОТ | Клуб                    |
| ---- | -------------- | ---------------- | ---- | ---- | ------ | --- | --- | --- | ----------------------- |
| Вр   | Питер Шилтон   | 18 сентября 1949 | 3    | 0    | 270    | −   | 90  | 90  | Лестер Сити             |
| Защ  | Питер Стори    | 7 сентября 1945  | 3    | 0    | 270    | 90  | 90  | 90  | Арсенал                 |
| Защ  | Дэвид Ниш      | 26 сентября 1947 | 1    | 0    | 90     | 90  | −   | −   | Дерби Каунти            |
| Защ  | Эмлин Хьюз     | 28 августа 1947  | 2    | 0    | 180    | −   | 90  | 90  | Ливерпуль               |
| Хав  | Колин Белл     | 26 февраля 1946  | 3    | 0    | 270    | 90  | 90  | 90  | Манчестер Сити          |
| Хав  | Рой Макфарланд | 5 апреля 1948    | 3    | 0    | 270    | 90  | 90  | 90  | Дерби Каунти            |
| Хав  | Бобби Мур      | 12 апреля 1941   | 3    | 0    | 270    | 90  | 90  | 90  | Вест Хэм Юнайтед        |
| Нап  | Алан Болл      | 12 мая 1945      | 3    | 0    | 270    | 90  | 90  | 90  | Арсенал                 |
| Нап  | Мик Ченнон     | 28 ноября 1948   | 3    | 1    | 270    | 90  | 90  | 90  | Саутгемптон             |
| Нап  | Мартин Чиверс  | 27 апреля 1945   | 3    | 3    | 270    | 90  | 90  | 90  | Тоттенхэм Хотспур       |
| Нап  | Джон Ричардс   | 9 ноября 1950    | 1    | 0    | 90     | 90  | −   | −   | Вулверхэмптон Уондерерс |
| Нап  | Аллан Кларк    | 31 июля 1946     | 2    | 0    | 180    | −   | 90  | 90  | Лидс Юнайтед            |
| Нап  | Мартин Питерс  | 8 ноября 1943    | 3    | 2    | 270    | 90  | −   | 90  | Тоттенхэм Хотспур       |

## Бомбардиры
- 3 гола
  -  Мартин Чиверс

- 2 гола
  -  Мартин Питерс
  -  Джордж Грэм

- 1 гол
  -  Мик Ченнон
  -  Тревор Андерсон
  -  Дейв Клементс[англ.]
  -  Мартин О’Нилл
  -  Брайан Хэмилтон
  -  Кенни Далглиш